# Hydraena hispanica
Hydraena hispanica är en skalbaggsart som beskrevs av Ludwig Ganglbauer 1901. Hydraena hispanica ingår i släktet Hydraena och familjen vattenbrynsbaggar. Inga underarter finns listade i Catalogue of Life.